# Monte Citerone
Il monte Citerone (in greco antico: Κιθαιρὼν Ὄρος?, Kithairṑn Òros) è un monte della Grecia sud-orientale, alto circa 1.400 metri, al confine tra l'Attica e la Beozia. 

## Storia
Secondo la mitologia greca, in questo luogo Antiope aveva dato alla luce i gemelli Anfione e Zeto, e sempre su questo monte fu abbandonato Edipo appena nato.

La sua fama mitologica era dovuta al fatto che il monte veniva immaginato come un antico re di Platea pronto a far da paciere tra Zeus e la moglie Era, altre volte era l'alter ego, o il Caino, del monte Elicona. Su questo monte i Greci celebravano le feste in onore di Dioniso e di Penteo. Pare che qui fosse stata compiuta la strage dei dodici figli di Niobe.

Alle pendici di questo monte si trovava la Sfinge che aspettava le sue vittime per porre loro i suoi enigmi o indovinelli.

E sempre sul Citerone, Atteone fu sbranato dai propri cani per volere della dea Artemide. Nell'antichità era un monte sacro a Dioniso.
Anfione, ispirato dalle Muse, costrinse le pietre di Citerone a scendere dal monte e a formare le mura dalla città di Tebe. La vicenda è accennata anche da Dante nella Divina Commedia.